# Quasi-species
Quasi-species is een concept uit de moleculaire evolutiebiologie. Het verwijst naar een heterogene populatie of "wolk" van nauw verwante genotypen die door hun grote mutatiefrequentie niet meer met het klassieke concept 'soort' te onderscheiden zijn. Alle individuen binnen de wolk hebben een of meer mutaties ten opzichte van hun ouder. Soort in de klassieke betekenis verwijst naar een groep individuen die relatief sterke genetische (en zodoende ook fenotypische) overeenkomsten vertonen.
De term quasi-species wordt vooral gebruikt bij het onderzoek naar de evolutionaire mechanismen van zelfreplicerende macromoleculen zoals RNA of DNA of eenvoudige ongeslachtelijke organismen zoals bacteriën of virussen. Kwantitatieve voorspellingen op basis van het quasi-speciesmodel zijn moeilijk te geven, omdat de parameters onmogelijk te verkrijgen zijn uit werkelijke biologische systemen. Het quasi-speciesmodel werd in 1971 geïntroduceerd door Manfred Eigen, een scheikundige die de biochemische grondslagen van evolutie en abiogenese onderzocht.

## Quasi-species bij virussen

Een visualisatie van het quasispecies-effect of survival of the flattest in de evolutiebiologie.

Een virale quasi-species kan worden gedefinieerd als een populatiestructuur waarin een groot aantal verwante virussen voorkomen, die elk wat verschillen door willekeurige mutaties. Een dergelijke populatiestructuur is het resultaat van zeer hoge mutatiefrequenties; er ontstaan voortdurend nieuwe varianten onder invloed van selectie en onnauwkeurige replicatie. Zo ontwikkelt zich een wolk van verwante virussen, die ofwel min of meer hetzelfde zijn (in hun genoom), ofwel diverser zijn doordat selectiedruk laag is.
Het model voorspelt dat een virale quasi-species die diverser is (meer verschillen in hun genomen) en dus losser verbonden zijn in een fitnesslandschap, een andere quasi-species – die sterker overeenkomende genomen hebben en dus een smalle fitnesspiek vormen – door concurrentie zal verdringen. Dit fenomeen wordt het quasispecies-effect of ook wel survival of the flattest.